# Strangefolk (album)
Strangefolk è un album del gruppo di rock psichedelico britannico Kula Shaker, pubblicato nel 2007.

## Tracce
1. Out On the Highway
2. Second Sight
3. Die For Love
4. Great Dictator (Of the Free World)
5. Strangefolk
6. Song of Love/Narayana
7. Shadowlands
8. Fool That I Am
9. Hurricane Season
10. Ol' Jack Tar
11. 6ft Down Blues
12. Dr. Kitt

Inoltre, tutte le edizioni dell'album presentano almeno una traccia bonus:
- Persephone, nell'edizione CD giapponese ed europea;
- Super CB Operator, nell'edizione in download digitale giapponese ed europea;
- Wannabe Famous, solo nell'edizione giapponese.